# Honeysuckle Rose (lied)
Honeysuckle Rose is een lied uit 1929 gecomponeerd door Thomas "Fats" Waller en voorzien van tekst door Andy Razaf.
Door de jaren heen hebben verschillende artiesten, onder wie Ella Fitzgerald, een cover van het nummer uitgebracht.